# Hideo Shinojima
Hideo Shinojima (篠島 秀雄, Shinojima Hideo, Tochigi, 21 januari 1910 – Tokio, 11 februari 1975) was een Japans voetballer die als aanvaller speelde.

## Japans voetbalelftal
Hideo Shinojima maakte op 25 mei 1930 zijn debuut in het Japans voetbalelftal tijdens een Spelen van het Verre Oosten tegen Filipijnen. Hideo Shinojima debuteerde in 1930 in het Japans nationaal elftal en speelde 2 interlands, waarin hij 1 keer scoorde.

## Statistieken
| Japans voetbalelftal | Japans voetbalelftal | Japans voetbalelftal |
| Jaar                 | Wed.                 | Dlp.                 |
| -------------------- | -------------------- | -------------------- |
| 1930                 | 2                    | 1                    |
| Totaal               | 2                    | 1                    |